# اسوالد هافنریختر
اسوالد هافنریختر (آلمانی: Oswald Hafenrichter؛ ۱۸۹۹ – ۱۹۷۳) تدوین‌گر اهل اتریش بود.

## فیلم‌شناسی
- مرد سوم
- عشق در نگاه اول
- بت سقوط‌کرده
- خیمه‌شب‌بازی
- مغز
- قانون و بی‌نظمی
- عاشقم باش، آلفردو!
- جوزپه وردی
- ورای عشق
- مسیر خطر
- سپاسگزار، بانو
- ترانه مادر
- مانون لسکو